# 고모한
고모한(高模翰, ?~959년)은 발해 출신의 요나라 관료이다.

## 생애
발해가 멸망할 즈음에 고려로 망명해 고려 태조 딸을 처로 삼았지만 죄를 짓고 요나라로 망명했다.
요나라에서 술을 먹고 사람을 죽여 감옥에 갇혔으나, 그의 재능을 눈여겨 본 요 태조에 의해 풀려났다.
936년 후당(後唐) 50만군의 공격을 받은 태원(太原)을 공격하자 성주인 석경당(石敬塘)이 요나라에 도움을 요청하자 요 태종은 고모한을 보냈으며, 그는 후당군을 상대로 승리했다. 938년에는 석경당의 후진(後晉)이 요나라를 배신하고 공격하자, 고모한은 통군부사(統軍副使)로서 이들을 진압해 시중(侍中)과 태부(太傅)직에 올랐다.
이후에도 위부절도사(魏府節度使) 두중위(杜重威)가 30만군을 진압시키자 특진검교태사(特進檢校太師)직을 받고 철군의 개국공(開國公)이 되었으며, 변주(汴州)의 순검사(巡檢使)를 지내면서 범수(氾水)의 여러 산적들을 정벌했다. 948년에는 개부의동삼사(開府儀同三司)직에 오른 뒤 중대성(中臺省)의 우상(右相)직을 지내고 959년 1월 좌상(左相)으로 옮겼다가 생을 마감했다.

## 참고 자료
- 《요사》 권76 열전 제6